# Billy Hamilton (giocatore di baseball 1990)
Billy R. Hamilton (Taylorsville, 9 settembre 1990) è un giocatore di baseball statunitense, esterno centro per i Seattle Mariners della Major League Baseball.
Dal 2014 al 2018, Hamilton si è classificato al secondo posto per numero di basi rubate nella National League.

## Carriera

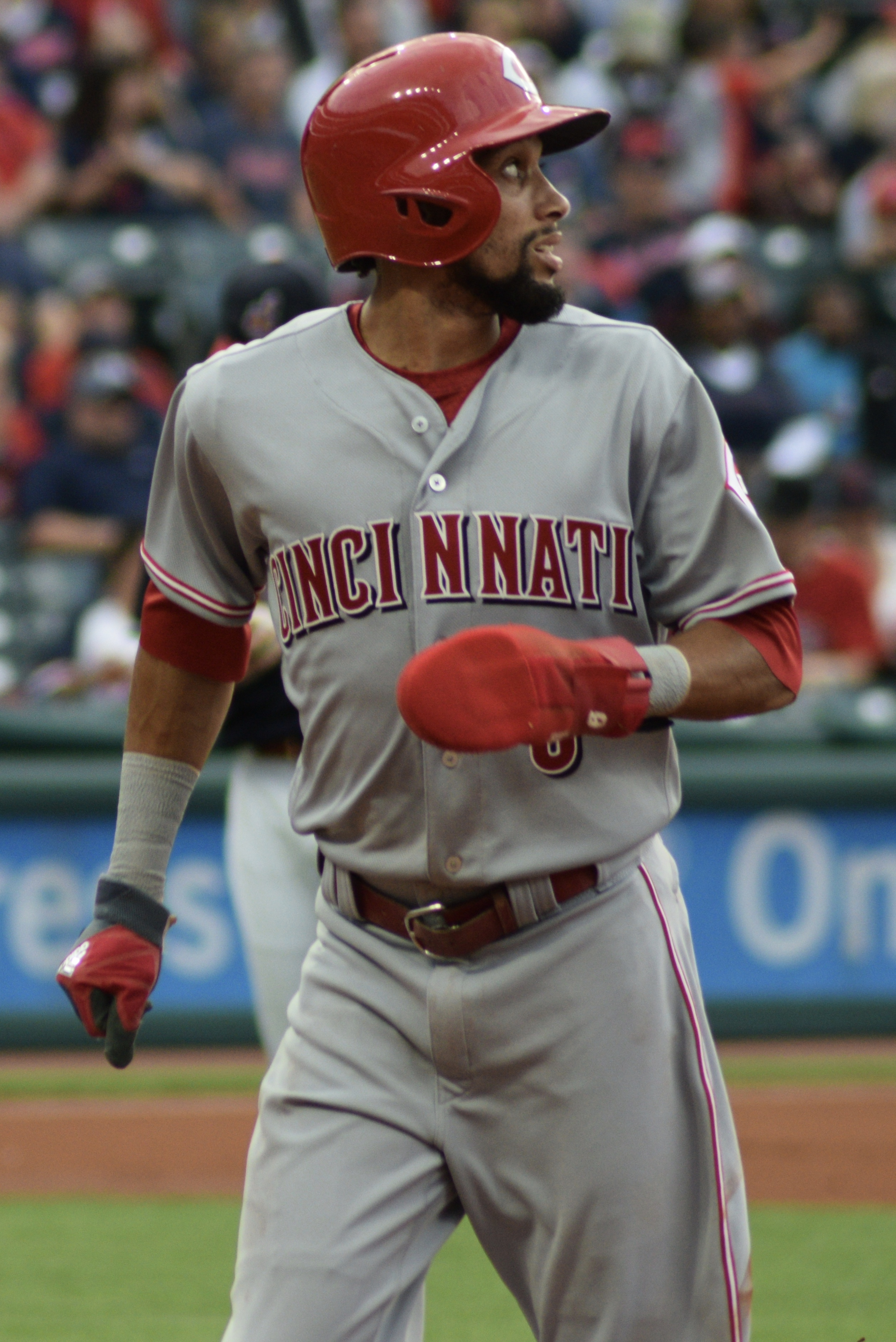
Billy Hamilton con i Reds nel 2017

### Inizi e Minor League (MiLB)
Hamilton frequentò la Taylorsville High School di Taylorsville, Mississippi, sua città natale. Dopo essersi diplomato venne selezionato, nel 2º turno come 57ª scelta assoluta del draft MLB 2009, dai Cincinnati Reds, che lo assegnarono nella Rookie. Giocò la stagione 2010 ancora nella classe Rookie, mentre nel 2011 giocò interamente nella classe A. Nel 2012 militò nella classe A-avanzata e nella Doppia-A.

### Major League (MLB)
Hamilton debuttò nella MLB il 3 settembre 2013, al Great American Ball Park di Cincinnati contro i St. Louis Cardinals come sostituto corridore, rubando la sua prima base e segnando il primo punto. Batté la sua prima valida, un doppio nel suo primo turno della partita, il 18 settembre contro gli Astros, e nei successivi cinque turni a cui partecipò durante la partita colpì altre due valide e guadagno due basi su ball. Fu anche sua prima partita giocata come giocatore di posizione. Concluse la stagione con 13 partite disputate nella MLB e 123 nella Tripla-A.
Il 29 aprile 2014 contro i Cubs, Hamilton realizzò il suo primo fuoricampo. Nel giugno 2014, venne nominato esordiente del mese della National League.
L'11 dicembre 2018, Hamilton firmò un contratto annuale del valore di 5.25 milioni di dollari con i Kansas City Royals, con inclusa un'opzione di club per la stagione 2020. Il 16 agosto 2019, Hamilton venne designato per la riassegnazione.
Il 19 agosto 2019, gli Atlanta Braves prelevarono Hamilton dalla lista trasferimenti dei Royals. Con la franchigia, Hamilton partecipò al primo post-stagione di carriera, poi concluso con l'eliminazione dei Braves durante la National League Division Series, contro i St. Louis Cardinals. Divenne free agent il 4 novembre 2019.
Il 9 febbraio 2020, Hamilton firmò un contratto di minor league con i San Francisco Giants.
Il 2 agosto 2020, i Giants scambiarono Hamilton con i New York Mets in cambio del giocatore di minor league Jordan Humphreys. Il 4 settembre venne designato per la riassegnazione.
Il 7 settembre 2020, i Chicago Cubs rilevarono Hamilton dalla lista trasferimenti dei Mets. Divenne free agent al termine della stagione.
Il 15 febbraio 2021, Hamilton firmò un contratto di minor league con i Cleveland Indians, con incluso nell'accordo un invito allo spring training. Il 13 marzo 2021, Hamilton venne svincolato dagli Indians.
Il 16 marzo 2021, Hamilton firmò un contratto di minor league con i Chicago White Sox. Divenne free agent a fine stagione.
Il 21 marzo 2022, Hamilton firmò un contratto di minor league con i Seattle Mariners, con invito allo spring training incluso.

## Palmarès
- Esordiente del mese: 1

NL: giugno 2014